# Time Waits for No One (Beequeen)
Time Waits for No One is het vierde muziekalbum van de Nederlandse muziekgroep Beequeen. Het studioalbum is gedurende 1992 en 1993 opgenomen in de eigen studios The Beautiful House in Nijmegen. De muziek bestaat uit droneachtige industrial ambient. Het album kwam uit in een oplage van 1000 stuks. In 2008 is er een geremasterde versie uitgekomen in Maleisië, opnieuw in een oplage van 1000 stuks. De Staalplaat-versie moest bijgeperst worden, er zijn circa 25 Staalplaat-cd-rs van dit album in omloop. De hoes van de originele opnamen (CD en CD-R) laten een foto zien van degene voor wie de titel al jaren niet blijkt op te gaan: Marilyn Monroe; de Maleisische versie heeft een gebombardeerde stad als afbeelding op de hoes. De titel is ontleend aan een werk van Joseph Beuys, waarvan beide musici liefhebber zijn.

## Musici
- Frans de Waard, Freek Kinkelaar – elektronica etc.

## Composities
1. "Whispering confessions"
2. "Der Holzweg"
3. "Rupert writes a rainbow"
4. "The shore of leaves"
5. "Fafagg"
6. "V-time"
7. "Illusions"
8. "Perhaps perhaps perhaps"
9. "Six notes on blank tape"